# Giovanni Battista Mazzaferrata
Giovanni Battista Mazzaferrata (Como of Pavia – Ferrara, 26 februari 1691) was een Italiaans componist.

## Biografie
De exacte geboortedatum van Mazzaferrata is onbekend, sterker nog, zelfs de geboorteplaats is niet zeker. Verschillende bronnen zeggen dat hij in Como werd geboren, anderen ontkennen dit en zeggen dat hij werd geboren in Pavia. Wel weten de bronnen te melden dat hij een leerling was van Tarquinio Merula. Verder was hij "maestro di cappella"  bij de kathedraal van Vercelli. Voorts was hij in dienst bij de Accademia della Morte in Ferrara en mogelijk ook nog bij een kerk in Toscane. Mazzaferrata was de leraar van Pietro Maria Minelli. Mazzaferrata overleed in Ferrara.

## Invloed op andere componisten
Mazzaferrata was een van de invloedrijkste componisten van zijn tijd. De composities worden altijd ingeleid door een klassieke sonatevorm en is een bron van inspiratie geweest voor een aantal klassieke componisten. De meeste van zijn werken zijn zeer harmonisch van aard, makkelijk te spelen, maar zij worden wel gekenmerkt door enkele overbodige noten. Zijn wereldlijke en geestelijke composities waren populair; het bewijs hiervoor ligt in het groot aantal herdrukken van zijn composities. Zijn grootste hedendaagse roem heeft hij vooral te danken aan zijn opus 5.